# Позитивна икономика
Позитивна икономика или още като позитивна икономическа теория (за разлика от нормативната икономика) е специфичен вид икономическо изследване, който се отнася до описанието и обяснението на икономическите феномени базирано на обективен анализ .
Позитивната икономика се фокусира върху данните от това, какво е икономическото състояние и какво е било, за да прави икономически прогнози за бъдещето .
Позитивната икономика е наука, изучаваща икономическото поведение , като се фокусира на фактите и причинно следствените бихейвиористични отношения, като включва в това развитието и проверката, тестването на икономическите теории.